# Euroliga da FIBA de 1992–93
A Euroliga da FIBA de 1992-93 (em inglês:  FIBA Europe League encurtado para FIBA Euroleague) foi a 36ª edição da competição de clubes profissionais de alto nível para clubes de basquetebol (agora denominada EuroLiga). A fase de Final Four da competição foi realizada no Estádio da Paz e da Amizade em Pireu, Grécia. Foi vencida pela equipe francesa do CSP Limoges que derrotou na grande final o Benneton Treviso por um resultado de 59-55.

## Formato de competição
- 42 equipes (campeã da copa, campeã nacional e um número variável de outros clubes das principais ligas nacionais) disputaram eliminatórias em casa e fora. A pontuação total de ambos os jogos decidiu o vencedor.
- As dezesseis equipes restantes após as rodadas eliminatórias entraram na Etapa de Temporada Regular, divididas em dois grupos de oito equipes, jogando um round-robin. A posição final foi baseada em vitórias e derrotas individuais. No caso de empate entre duas ou mais equipes após a fase de grupos, os seguintes critérios foram usados para decidir a classificação final: 1) número de vitórias em jogos um-para-um entre as equipes; 2) média de cesta entre as equipes; 3) média geral da cesta dentro do grupo.
- As quatro melhores equipes de cada grupo após a Fase de Grupos da Temporada Regular se classificaram para o Playoff de quartas de final (X pares, melhor de 3 jogos).
- Os quatro vencedores dos Playoffs de quartas de final qualificaram-se para o Estágio Final ( Final Four ), que foi jogado em um local predeterminado.

## Primeira fase
| Equipe 1            | Total   | Equipe 2                | 1.º jogo | 2.º jogo |
| ------------------- | ------- | ----------------------- | -------- | -------- |
| Partizani Tirana    | 133–232 | CSKA Sofia              | 75–107   | 58–125   |
| Dinamo Tbilisi      | 180–237 | Śląsk Wrocław           | 85–124   | 95–113   |
| Universitatea       | 146–188 | USK Praha               | 59–85    | 87–103   |
| ZTE Heraklith       | 154–185 | Budivelnyk              | 79–86    | 75–99    |
| Keflavik            | 191–256 | Bayer 04 Leverkusen     | 100–130  | 91–126   |
| Pezoporikos Larnaca | 130–211 | P.A.O.K. Salônica       | 61–104   | 69–107   |
| Žalgiris Kaunas     | 169–177 | Smelt Olimpija          | 80–74    | 89–103   |
| Kalev               | 153–154 | Guildford Kings         | 80–75    | 73–79    |
| Efes Pilsen         | 174–123 | Benetton Fribourg       | 91–59    | 83–64    |
| NMKY Helsinki       | 160–152 | Union SPI Basket Flyers | 95–63    | 65–89    |
| CSKA Moscou         | 174–168 | Commodore Den Helder    | 95–94    | 79–74    |
| Etzella             | 130–218 | Benfica                 | 72–113   | 58–105   |
| Scania Södertälje   | 169–190 | Maes Pils               | 86–93    | 83–97    |

## Segunda fase
| Equipe 1            | Total   | Equipe 2                | 1.º jogo | 2.º jogo |
| ------------------- | ------- | ----------------------- | -------- | -------- |
| CSKA Sofia          | 151–200 | Real Madrid Teka        | 73–103   | 78–97    |
| Śląsk Wrocław       | 154–195 | Scavolini Pesaro        | 72–91    | 82–104   |
| USK Praha           | 152–175 | Estudiantes Caja Postal | 84–99    | 68–76    |
| Budivelnyk          | 165–210 | Knorr Bologna           | 80–114   | 85–96    |
| Bayer 04 Leverkusen | 245–191 | ASK Brocēni             | 126–103  | 119–88   |
| Estrela Vermelha    | 0–4*    | P.A.O.K. Salônica       | 0–2      | 0–2      |
| Smelt Olimpija      | 166–176 | Olympiacos Pireu        | 85–88    | 81–88    |
| Guildford Kings     | 129–143 | CSP Limoges             | 72–72    | 57–71    |
| Efes Pilsen         | 120–131 | Pau-Orthez              | 65–67    | 55–64    |
| NMKY Helsinki       | 175–192 | Cibona Zagreb           | 87–83    | 88–109   |
| CSKA Moscou         | 173–174 | Zadar                   | 95–86    | 78–88    |
| Benfica             | 156–189 | Maccabi Elite Tel Aviv  | 75–89    | 81–100   |
| Hapoel Tel Aviv     | 164–170 | Maes Pils               | 88–80    | 76–90    |

Automaticamente classificados para a fase de grupos

- Partizan Belgrado (campeão temporada anterior) (*)
- Joventut Marbella
- Benetton Treviso

(*) Estrela Vermelha foi sorteada para a competição, mas não foi autorizada a competir devido ao embargo da ONU à RF Jugoslávia. PAOK seguiu na competição.
(**) O Partizan Belgrado foi sorteado para a competição, mas não foi autorizado a competir devido ao embargo da ONU à RF da Iugoslávia. A FIBA decidiu não substituir o Partizan por outra equipe para a Etapa de Temporada Regular, portanto, os 15 clubes qualificados tiveram que ser distribuídos de maneira desigual nesta rodada (um grupo de 8 equipes e outro de apenas 7).

## Temporada regular
|  | As quatro equipes melhor classificadas avançaram para as quartas de finais |